# Campeonato Mundial de Natação em Piscina Curta de 2016 - 200 m livre masculino
A prova dos 200 metros nado livre masculino do Campeonato Mundial de Natação em Piscina Curta de 2016 foi disputado no dia  7 de dezembro no Centro WFCU em Windsor, Canadá.

## Recordes
Antes desta competição, os recordes mundiais e do campeonato nesta prova eram os seguintes:
|                       | Nome            | Nacionalidade  | Tempo   | Local  | Data                   |
| --------------------- | --------------- | -------------- | ------- | ------ | ---------------------- |
| Recorde mundial       | Paul Biedermann | Alemanha       | 1:39.37 | Berlim | 15 de novembro de 2009 |
| Recorde do campeonato | Ryan Lochte     | Estados Unidos | 1:41.08 | Dubai  | 15 de dezembro de 2010 |

Os seguintes recordes mundiais ou do campeonato foram estabelecidos durante esta competição: 
| Data          | Evento | Nome          | Nacionalidade | Tempo   | Notas                 |
| ------------- | ------ | ------------- | ------------- | ------- | --------------------- |
| 7 de dezembro | Final  | Park Tae-hwan | Coreia do Sul | 1:41.03 | Recorde do campeonato |

## Medalhistas
| Ouro                | Prata              | Bronze                   |
| Park Tae-hwan (KOR) | Chad le Clos (RSA) | Aleksandr Krasnykh (RUS) |

## Resultados

### Eliminatórias
As eliminatórias ocorreram dia 7 de dezembro com um total de 110 nadadores.  
| Colocação | Bateria | Raia | Nome                       | Nacionalidade          | Tempo     | Notas            |
| --------- | ------- | ---- | -------------------------- | ---------------------- | --------- | ---------------- |
| 1.        | 9       | 0    | Dylan Carter               | Trinidad e Tobago      | 1:42,90   | Q,               |
| 2.        | 11      | 4    | Aleksandr Krasnykh         | Rússia                 | 1:43,08   | Q                |
| 3.        | 11      | 5    | Myles Brown                | África do Sul          | 1:43,50   | Q                |
| 4.        | 7       | 4    | Matias Koski               | Finlândia              | 1:43,68   | Q                |
| 5.        | 1       | 0    | Anders Lie                 | Dinamarca              | 1:43,98   | Q                |
| 5.        | 10      | 4    | Chad le Clos               | África do Sul          | 1:43,98   | Q                |
| 7.        | 9       | 8    | Park Tae-hwan              | Coreia do Sul          | 1:44,09   | Q                |
| 8.        | 10      | 5    | Daniel Smith               | Austrália              | 1:44,20   | Q                |
| 9.        | 11      | 7    | Luca Dotto                 | Itália                 | 1:44,27   |                  |
| 10.       | 9       | 4    | Pieter Timmers             | Bélgica                | 1:44,29   |                  |
| 11.       | 10      | 6    | Maarten Brzoskowski        | Países Baixos          | 1:44,34   |                  |
| 12.       | 10      | 1    | Péter Bernek               | Hungria                | 1:44,44   |                  |
| 13.       | 9       | 7    | Zane Grothe                | Estados Unidos         | 1:44,53   |                  |
| 14.       | 11      | 6    | Jordan Pothain             | França                 | 1:44,83   |                  |
| 15.       | 9       | 6    | Daiya Seto                 | Japão                  | 1:44,93   |                  |
| 16.       | 10      | 3    | Michaił Dowgaljuk          | Rússia                 | 1:45,02   |                  |
| 17.       | 8       | 0    | Jordan Sloan               | Irlanda                | 1:45,16   |                  |
| 18.       | 8       | 5    | Danas Rapšys               | Lituânia               | 1:45,19   |                  |
| 19.       | 9       | 3    | Stephen Milne              | Reino Unido            | 1:45,22   |                  |
| 20.       | 9       | 5    | Yuki Kobori                | Japão                  | 1:45,32   |                  |
| 21.       | 8       | 7    | Qian Zhiyong               | China                  | 1:45,34   |                  |
| 22.       | 9       | 9    | Markus Thormeyer           | Canadá                 | 1:45,36   |                  |
| 23.       | 8       | 1    | Henrik Christiansen        | Noruega                | 1:45,53   |                  |
| 23.       | 11      | 2    | Kyle Stolk                 | Países Baixos          | 1:45,53   |                  |
| 25.       | 11      | 3    | Fernando Scheffer          | Brasil                 | 1:45,54   |                  |
| 26.       | 11      | 1    | Jack Gerrard               | Austrália              | 1:45,63   |                  |
| 27.       | 8       | 3    | Shang Keyuan               | China                  | 1:45,69   |                  |
| 28.       | 1       | 2    | Simonas Bilis              | Lituânia               | 1:45,81   |                  |
| 29.       | 8       | 2    | Daniel Skaaning            | Dinamarca              | 1:46,04   |                  |
| 30.       | 10      | 8    | Felix Aubock               | Áustria                | 1:46,16   |                  |
| 31.       | 8       | 8    | Ádám Telegdy               | Hungria                | 1:46,19   |                  |
| 32.       | 10      | 9    | Markus Lie                 | Noruega                | 1:46,38   |                  |
| 33.       | 8       | 4    | Daniel Hunter              | Nova Zelândia          | 1:46,51   |                  |
| 34.       | 7       | 2    | Jeremy Bagshaw             | Canadá                 | 1:46,54   |                  |
| 35.       | 11      | 0    | Reed Malone                | Estados Unidos         | 1:46,58   |                  |
| 36.       | 11      | 9    | Adam Paulsson              | Suécia                 | 1:46,79   |                  |
| 37.       | 9       | 1    | David Gamburg              | Israel                 | 1:46,88   |                  |
| 38.       | 8       | 9    | Cheung Kin Tat Kent        | Hong Kong              | 1:46,93   |                  |
| 38.       | 10      | 0    | Poul Zellmann              | Alemanha               | 1:46,93   |                  |
| 40.       | 10      | 2    | Khader Baqlah              | Jordânia               | 1:47,07   |                  |
| 41.       | 7       | 5    | Yeo Kai Quan               | Singapura              | 1:47,08   |                  |
| 42.       | 3       | 8    | Gabriel Lopes              | Portugal               | 1:47,31   |                  |
| 42.       | 8       | 6    | Miguel Nascimento          | Portugal               | 1:47,31   |                  |
| 44.       | 9       | 2    | Benjamin Hockin            | Paraguai               | 1:47,41   |                  |
| 45.       | 11      | 8    | Daniel Wallace             | Reino Unido            | 1:47,70   |                  |
| 46.       | 6       | 3    | Uvis Kalniņš               | Letônia                | 1:47,73   |                  |
| 47.       | 6       | 2    | Mokhtar Al-Yamani          | Iêmen                  | 1:47,78   |                  |
| 48.       | 7       | 6    | Pang Sheng Jun             | Singapura              | 1:47,88   |                  |
| 49.       | 7       | 3    | Martin Bau                 | Eslovênia              | 1:48,17   |                  |
| 50.       | 1       | 7    | Jean Dencausse             | França                 | 1:48,29   |                  |
| 51.       | 7       | 8    | Tomas Peribonio Avila      | Equador                | 1:48,48   |                  |
| 52.       | 1       | 8    | Igor Mogne                 | Moçambique             | 1:48,60   |                  |
| 53.       | 7       | 7    | Pit Brandenburger          | Luxemburgo             | 1:48,95   |                  |
| 54.       | 6       | 7    | An Ting-Yao                | Taipé Chinesa          | 1:49,24   |                  |
| 55.       | 6       | 4    | Vladimír Štefánik          | Eslováquia             | 1:49,32   |                  |
| 56.       | 1       | 1    | Teimuraz Kobakhidze        | Geórgia                | 1:49,54   |                  |
| 57.       | 5       | 7    | Alex Sobers                | Barbados               | 1:49,69   |                  |
| 58.       | 4       | 9    | Kyle Abeysinghe            | Sri Lanka              | 1:50,15   |                  |
| 59.       | 6       | 5    | Ilijan Malčić              | Bósnia e Herzegovina   | 1:50,36   |                  |
| 60.       | 5       | 5    | Angelo Šimić               | Bósnia e Herzegovina   | 1:50,37   |                  |
| 61.       | 5       | 6    | Wesley Roberts             | Ilhas Cook             | 1:50,63   | Recorde nacional |
| 62.       | 7       | 0    | Pál Joensen                | Ilhas Feroé            | 1:50,69   |                  |
| 63.       | 4       | 4    | Christian Bayo Punter      | Porto Rico             | 1:51,08   |                  |
| 64.       | 5       | 4    | Oli Mortensen              | Ilhas Feroé            | 1:51,12   |                  |
| 65.       | 6       | 9    | Matias Pinto               | Chile                  | 1:51,20   |                  |
| 66.       | 4       | 1    | Brandon Schuster           | Samoa                  | 1:51,26   |                  |
| 67.       | 3       | 7    | Gabriel Fleitas            | Uruguai                | 1:51,39   |                  |
| 68.       | 3       | 4    | Alex Ngui                  | Filipinas              | 1:51,40   |                  |
| 68.       | 4       | 5    | Dioser Nunez               | República Dominicana   | 1:51,40   |                  |
| 70.       | 4       | 3    | Sam Seghers                | Papua-Nova Guiné       | 1:52,08   |                  |
| 71.       | 4       | 8    | Kevin Avila                | Guatemala              | 1:52,22   |                  |
| 72.       | 5       | 9    | Irakli Rewiszwili          | Geórgia                | 1:52,23   |                  |
| 73.       | 7       | 9    | Dominic Walter             | Jamaica                | 1:52,43   |                  |
| 74.       | 6       | 1    | Mathieu Marquet            | Ilhas Maurícias        | 1:52,44   |                  |
| 75.       | 4       | 7    | Lin Sizhuang               | Macau                  | 1:52,62   |                  |
| 76.       | 5       | 1    | Yeziel Morales Miranda     | Porto Rico             | 1:52,87   |                  |
| 77.       | 5       | 0    | Matt Galea                 | Malta                  | 1:52,98   |                  |
| 78.       | 4       | 6    | Steven Maina               | Quênia                 | 1:53,23   |                  |
| 79.       | 6       | 0    | Mazen Elkamash             | Egito                  | 1:53,37   |                  |
| 80.       | 5       | 3    | Xander Skinner             | Namíbia                | 1:53,47   |                  |
| 81.       | 3       | 6    | Adel Elfakir               | Líbia                  | 1:53,50   |                  |
| 82.       | 3       | 2    | Said Saber                 | Marrocos               | 1:53,72   |                  |
| 83.       | 5       | 8    | Jean-Luc Zephir            | Santa Lúcia            | 1:53,79   |                  |
| 84.       | 3       | 0    | Mathias Zacarias           | Paraguai               | 1:53,90   |                  |
| 85.       | 3       | 5    | Antonio Gonzalez           | Costa Rica             | 1:54,82   |                  |
| 86.       | 6       | 8    | Stanislav Karnaukhov       | Quirguistão            | 1:55,01   |                  |
| 87.       | 2       | 4    | Emilio Avila               | Guatemala              | 1:55,55   |                  |
| 88.       | 2       | 5    | Jeremy Lim                 | Filipinas              | 1:55,71   |                  |
| 89.       | 6       | 6    | Lâm Quang Nhật             | Vietname               | 1:56,23   |                  |
| 90.       | 4       | 2    | Constantinos Hadjittooulis | Chipre                 | 1:57,13   |                  |
| 91.       | 3       | 9    | Walter Caballero Quilla    | Bolívia                | 1:57,32   |                  |
| 92.       | 2       | 0    | Stanford Kawale            | Papua-Nova Guiné       | 1:57,95   |                  |
| 93.       | 2       | 6    | Zandanbal Gunsennorov      | Mongólia               | 1:58,03   |                  |
| 94.       | 3       | 3    | Eisner Barberena Espinoza  | Nicarágua              | 1:59,64   |                  |
| 95.       | 2       | 7    | David Hitchcock            | Gibraltar              | 2:00,53   |                  |
| 96.       | 2       | 8    | Dean Hoffman               | Seicheles              | 2:01,05   |                  |
| 97.       | 3       | 1    | Franci Aleksi              | Albânia                | 2:01,26   |                  |
| 98.       | 2       | 2    | Stefano Mitchell           | Antígua e Barbuda      | 2:02,27   |                  |
| 99.       | 2       | 3    | Nabeel Hatoum              | Palau                  | 2:03,30   |                  |
| 100.      | 2       | 1    | Josue Portillo             | Honduras               | 2:05,12   |                  |
| 101.      | 1       | 3    | Temaruata Strickland       | Ilhas Cook             | 2:06,04   |                  |
| 102.      | 1       | 4    | Tanner Poppe               | Guam                   | 2:06,36   |                  |
| 103.      | 1       | 9    | Tongli Panuve              | Tonga                  | 2:08,83   |                  |
| 104.      | 1       | 5    | Salofi Welch               | Marianas Setentrionais | 2:10,87   |                  |
| 105.      | 2       | 9    | Christian Villacrusis      | Marianas Setentrionais | 2:11,82   |                  |
| 106.      | 1       | 6    | Joseph Sumari              | Tanzânia               | 2:30,15   |                  |
| 107. !    | 4       | 0    | Bakr Salam Ali Al-Dulaimi  | Iraque                 | 9:99,99 ! | DNS              |
| 107. !    | 5       | 2    | Joseph Macias Rubio        | Equador                | 9:99,99 ! | DNS              |
| 107. !    | 7       | 1    | Aleksey Tarasenko          | Uzbequistão            | 9:99,99 ! | DNS              |
| 107. !    | 10      | 7    | Christoffer Carlsen        | Suécia                 | 9:99,99 ! | DNS              |

### Final
A final teve sua disputa realizada em 7 de dezembro. 
| Colocação         | Raia | Nome               | Nacionalidade     | Tempo   | Notas            |
| ----------------- | ---- | ------------------ | ----------------- | ------- | ---------------- |
| Medalha de ouro   | 1    | Park Tae-hwan      | Coreia do Sul     | 1:41,03 | ,                |
| Medalha de prata  | 7    | Chad le Clos       | África do Sul     | 1:41,65 |                  |
| Medalha de bronze | 5    | Aleksandr Krasnykh | Rússia            | 1:41,95 |                  |
| 4.                | 4    | Dylan Carter       | Trinidad e Tobago | 1:42,48 | Recorde nacional |
| 5.                | 3    | Myles Brown        | África do Sul     | 1:43,22 |                  |
| 5.                | 8    | Daniel Smith       | Austrália         | 1:43,22 |                  |
| 7.                | 6    | Matias Koski       | Finlândia         | 1:43,51 |                  |
| 8.                | 2    | Anders Lie         | Dinamarca         | 1:43,69 | Recorde nacional |

Legenda
| Recorde mundial       | Recorde mundial (World record)               |                       | Recorde africano                      | Recorde africano (African) |                                           | Q | Classificado por posição (Qualified) |
| Recorde do campeonato | Recorde do campeonato (Championship record)  | Recorde da América    | Recorde da América (Americas)         | q                          | Classificado por melhor tempo (Qualified) |   |                                      |
| Melhor marca do ano   | Melhor marca do ano (World leading)          | Recorde asiático      | Recorde asiático (Asian)              | DNS                        | Não largou (Did not start)                |   |                                      |
| Recorde nacional      | Recorde nacional (National record)           | Recorde europeu       | Recorde europeu (European)            | DNF                        | Não terminou (Did not finish)             |   |                                      |
| Recorde pessoal       | Recorde pessoal do atleta (Personal best)    | Recorde da Oceania    | Recorde da Oceania (Oceania)          | DSQ / DQ                   | Desclassificado (Disqualified)            |   |                                      |
| Recorde da temporada  | Recorde da temporada do atleta (Season best) | Recorde sul-americano | Recorde sul-americano (South America) | NM                         | Sem marca (No mark)                       |   |                                      |